# NGC 5065
NGC 5065 est une galaxie spirale située dans la constellation de la Chevelure de Bérénice. Sa vitesse par rapport au fond diffus cosmologique est de 5 796 ± 17 km/s, ce qui correspond à une distance de Hubble de 85,5 ± 6,0 Mpc (∼279 millions d'al). NGC 5065 a été découverte par l'astronome germano-britannique William Herschel en 1785.
L'image obtenue du relevé SDSS montre à peine le début d'une barre. La classification de spirale ordinaire par la base de données NASA/IPAC semble mieux convenir à cette galaxie.
La classe de luminosité de NGC 5065 est IV et elle présente une large raie HI. Elle renferme également des régions d'hydrogène ionisé.
Selon Abraham Mahtessian, NGC 5065 et NGC 5056 forment une paire de galaxies.
À ce jour, une douzaine de mesures non basées sur le décalage vers le rouge (redshift) donnent une distance de 73,858 ± 13,274 Mpc (∼241 millions d'al), ce qui est à l'intérieur des valeurs de la distance de Hubble. Notons cependant que c'est avec la valeur moyenne des mesures indépendantes, lorsqu'elles existent, que la base de données NASA/IPAC calcule le diamètre d'une galaxie et qu'en conséquence le diamètre de NGC 5065 pourrait être d'environ 37,3 kpc (∼122 000 al) si on utilisait la distance de Hubble pour le calculer.